# 小行星4554
小行星4554（4554 Fanynka）是一颗绕太阳运转的小行星，为主小行星带小行星。该小行星于1986年10月28日发现。

## 轨道参数
小行星4554的轨道半长轴为3.1875483 UA，离心率为0.121。